# Daihatsu Xenia
Daihatsu Xenia — минивэн на базе Toyota Avanza, запущенный в производство в 2007 году японской компанией Daihatsu.

## Первое поколение
Daihatsu Xenia был представлен в ноябре 2006 года, однако его продажи начались 21 июня 2007 года. Комплектации: 1.0 Mi, 1.0 Li и 1.3 Xi.
Автомобили Daihatsu Xenia первого поколения продавались как в Индонезии, так и в Китае. Прототип «D-01» был представлен в ноябре 2006 года на выставке Auto China, однако продажи начались в июне 2007 года. Также автомобиль выпускался компанией FAW Jilin Auto под названием FAW Senya M80.

Производство Daihatsu Xenia было прекращено в январе 2010 года, когда японская компания Daihatsu ушла с китайского рынка. В том же 2010 году совместное предприятие по производству автозапчастей также распалось, однако автомобиль продолжал производиться и продаваться по лицензии под маркой FAW.

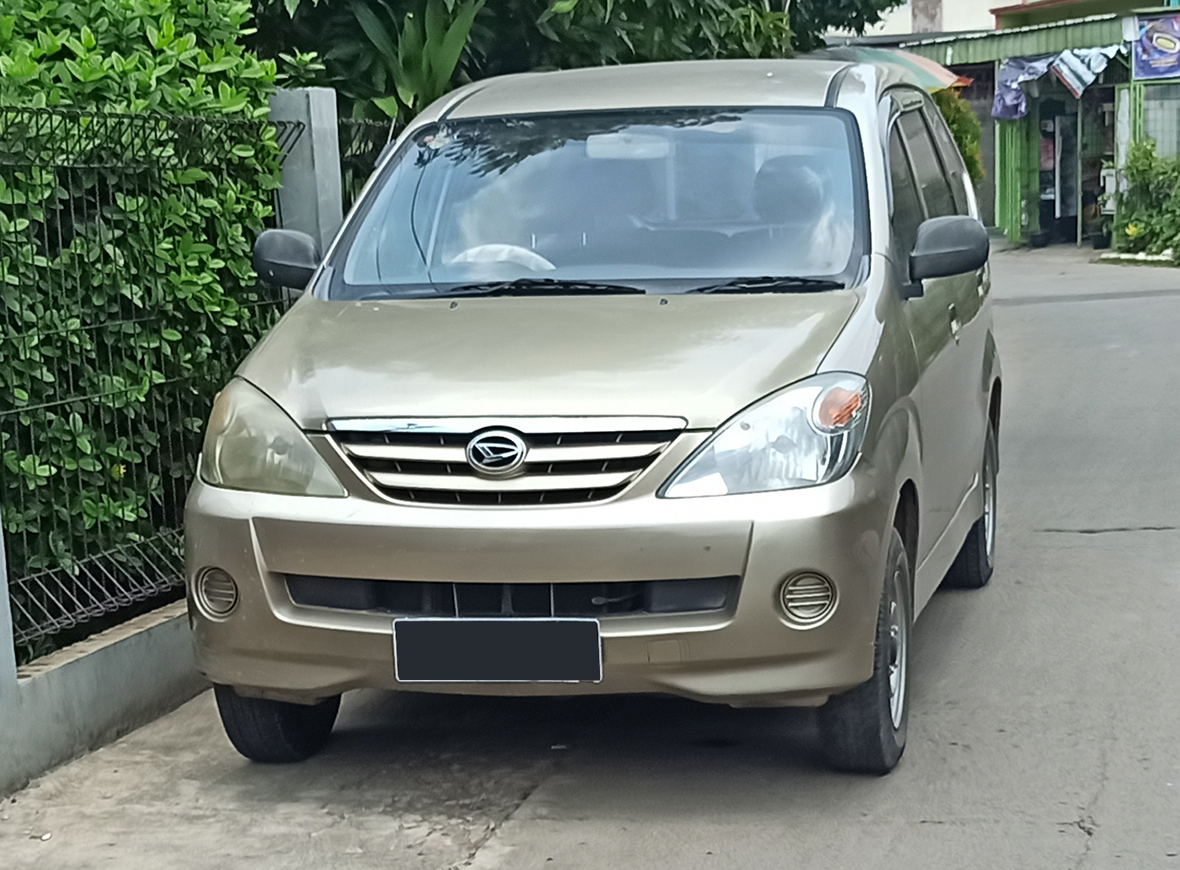
Daihatsu Xenia 1.0 Li (F600RV; Индонезия)
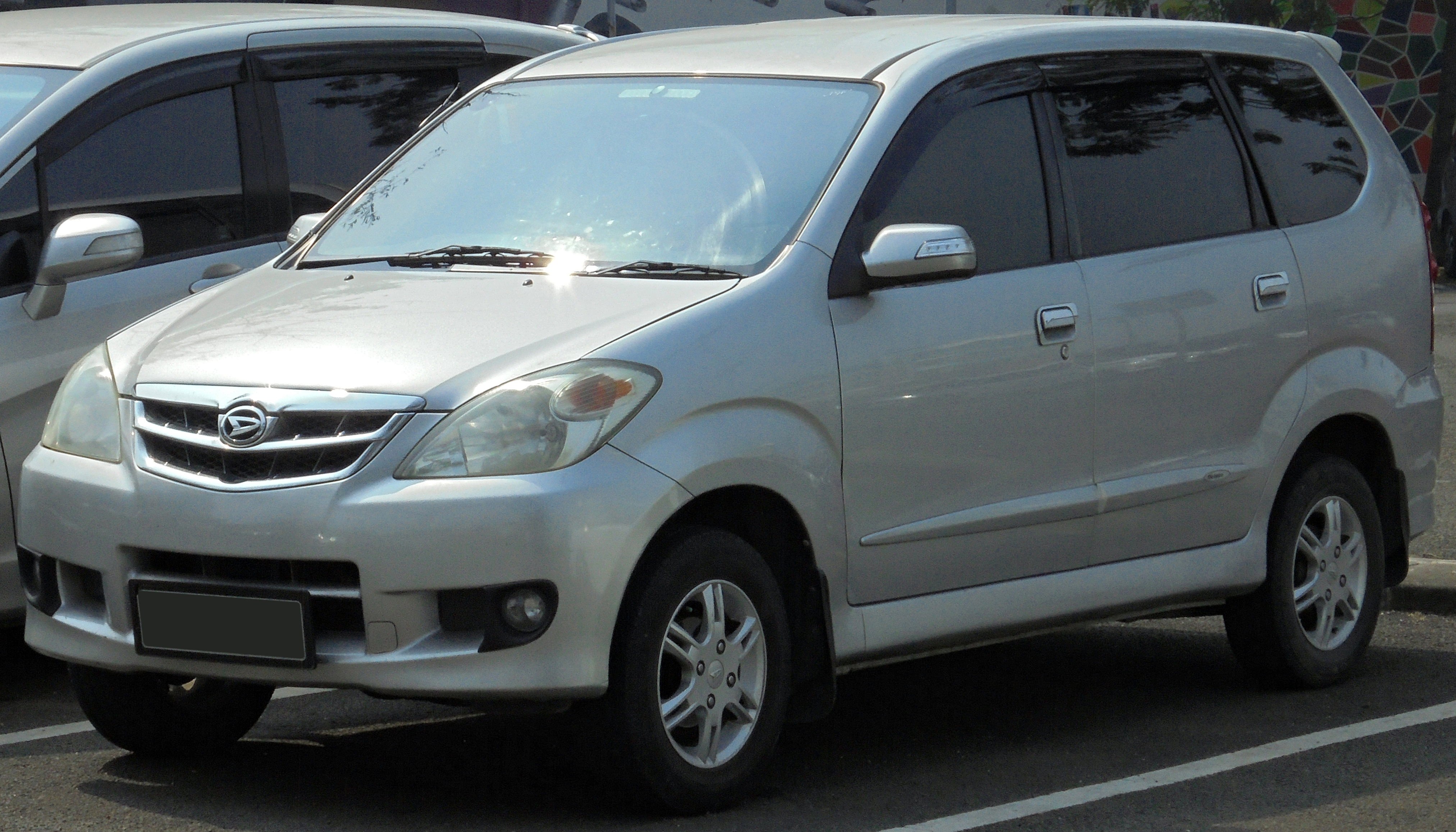
2010 Xenia 1.3 Xi Deluxe (F601RV; Индонезия)
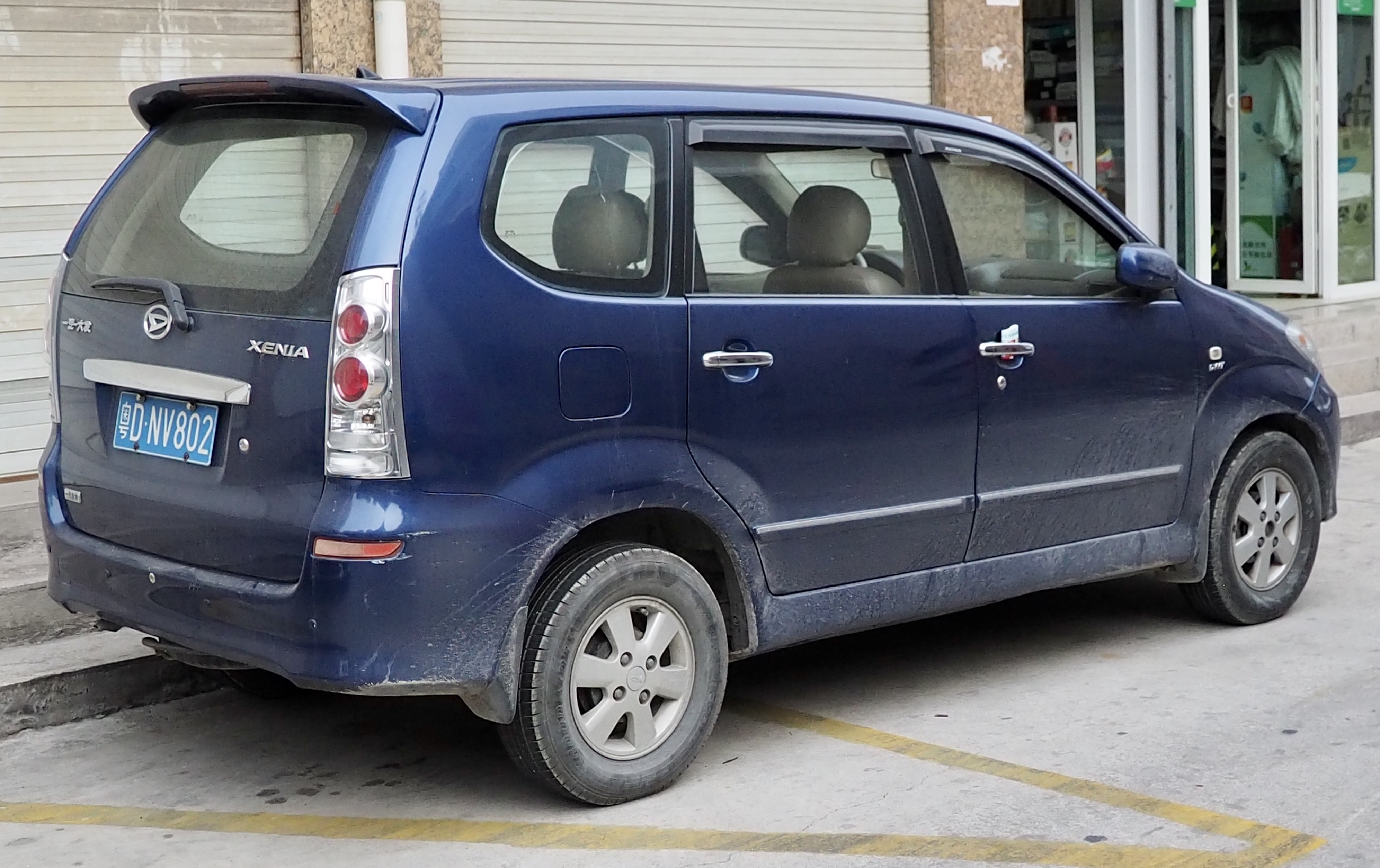
FAW-Daihatsu Xenia (Китай)

## Второе поколение
9 ноября 2011 года началось производство автомобилей Daihatsu Xenia второго поколения. Автомобили продавались только в Индонезии. В 2015—2019 годах автомобили проходили фейслифтинг.

В январе 2023 года автомобили Daihatsu Xenia второго поколения были сняты с производства.

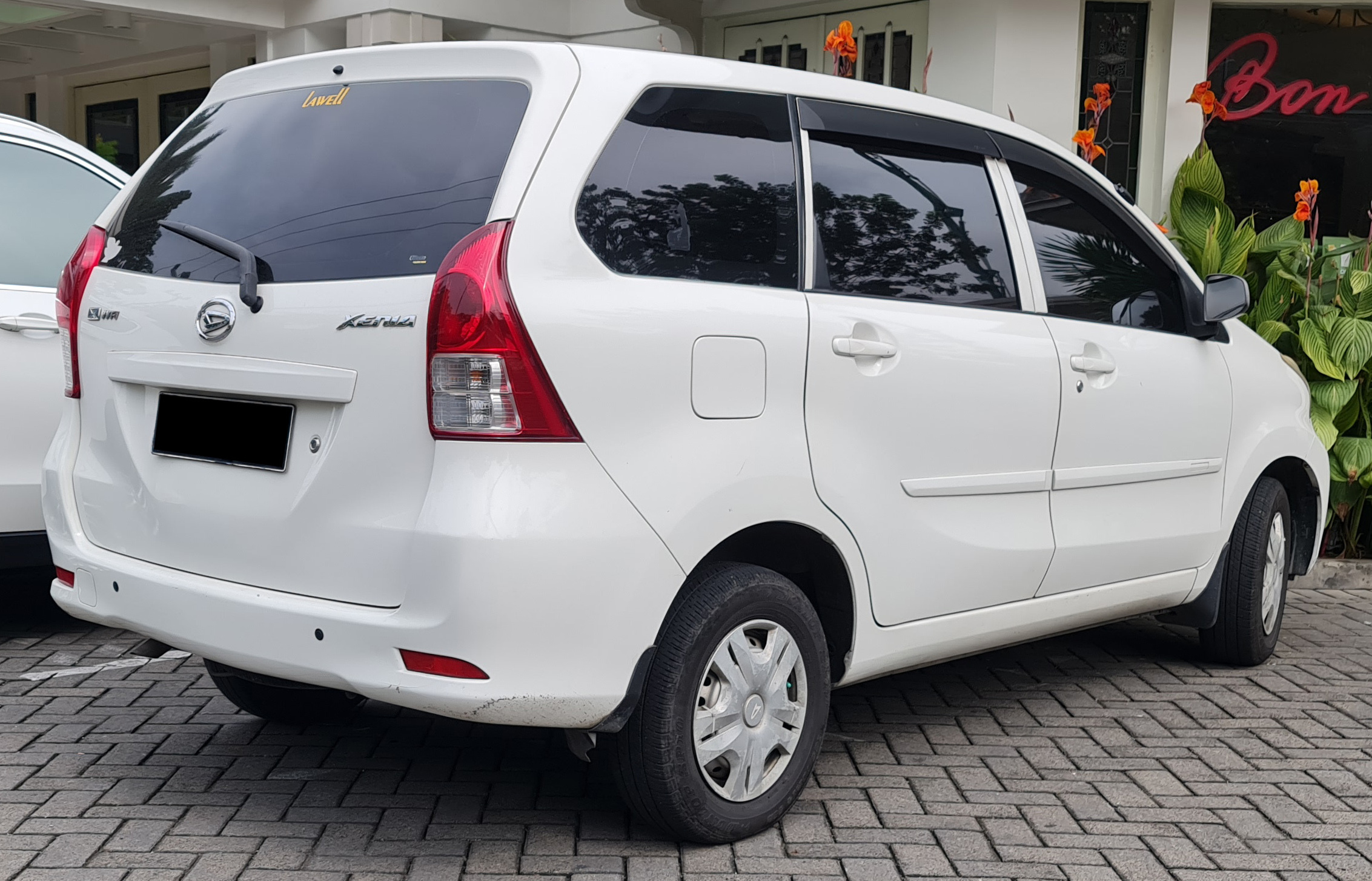
2014 Xenia 1.3 X (F651RV; Индонезия)
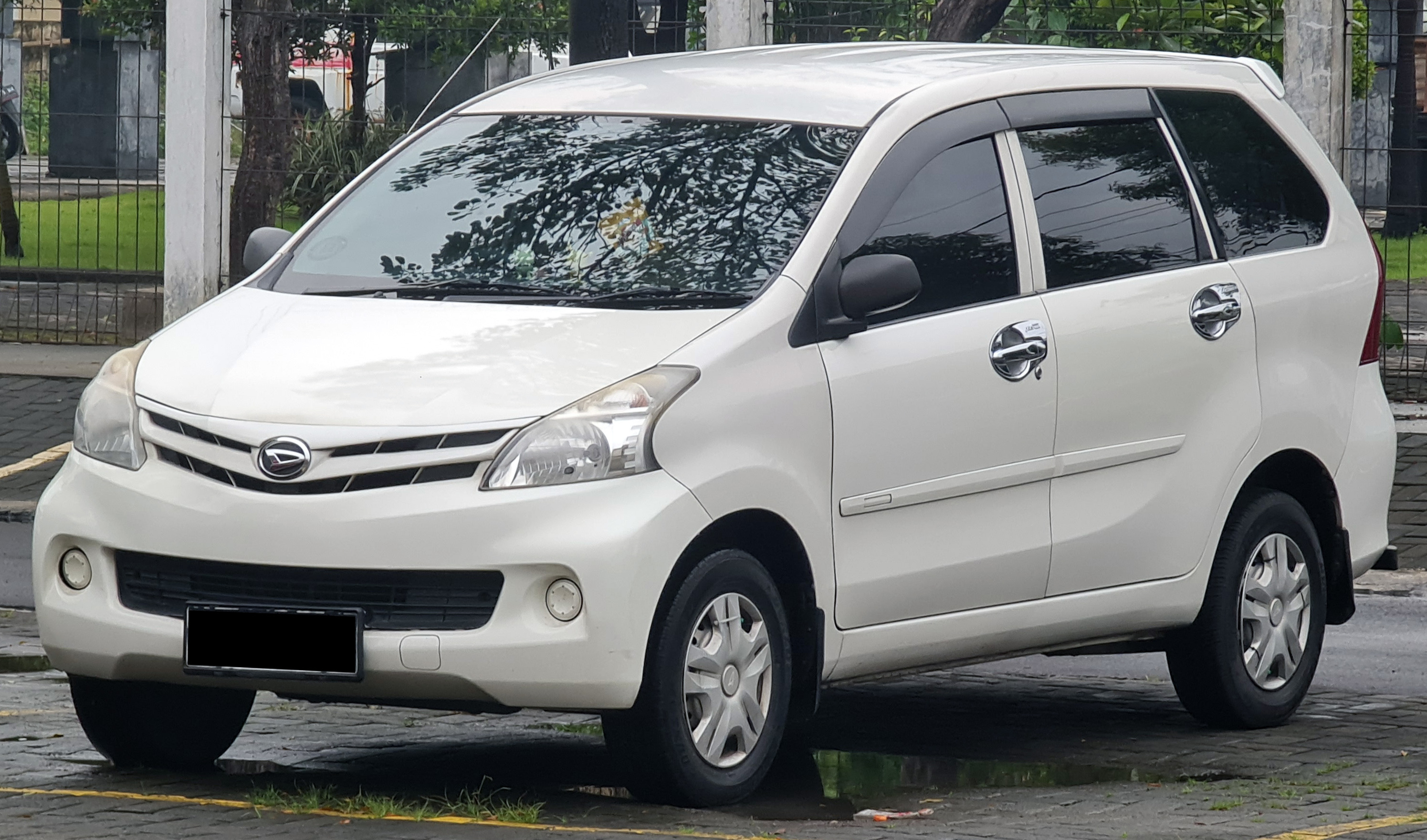
2015 Xenia 1.3 X (F651RV; Индонезия)
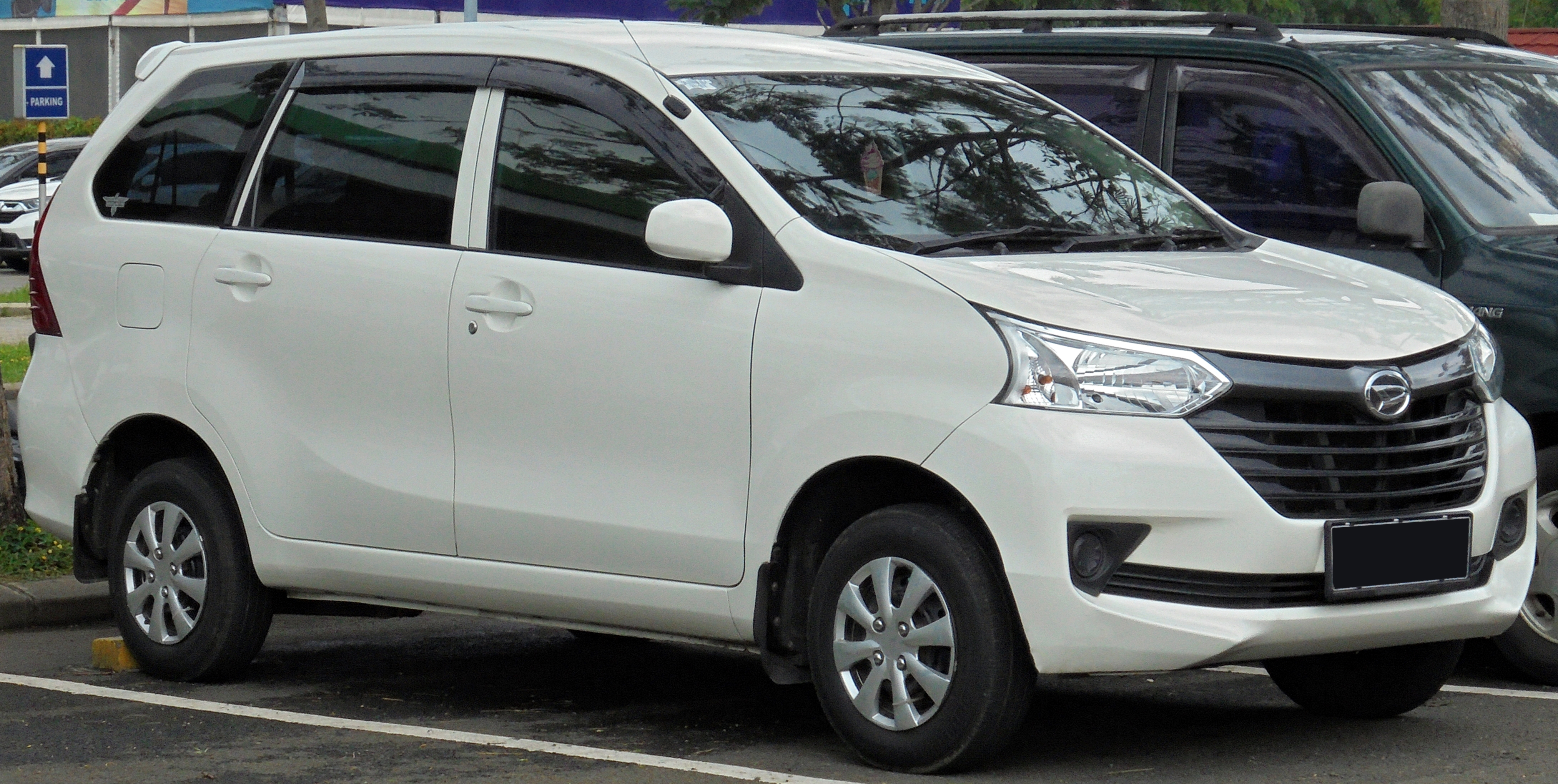
2016 Xenia 1.0 M (F650RV; Индонезия)
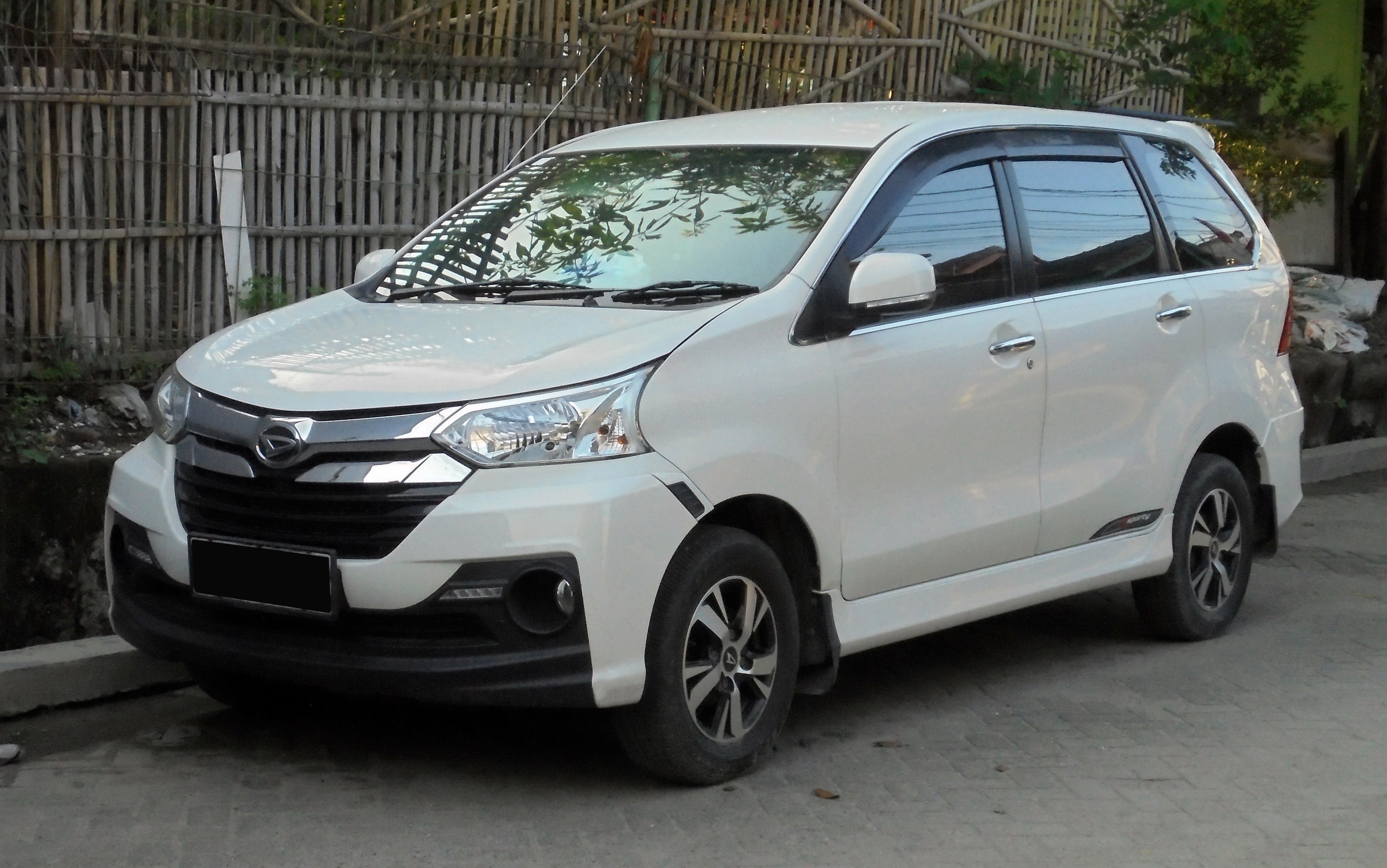
2016 Xenia 1.3 R Sporty (F653RV; Индонезия)
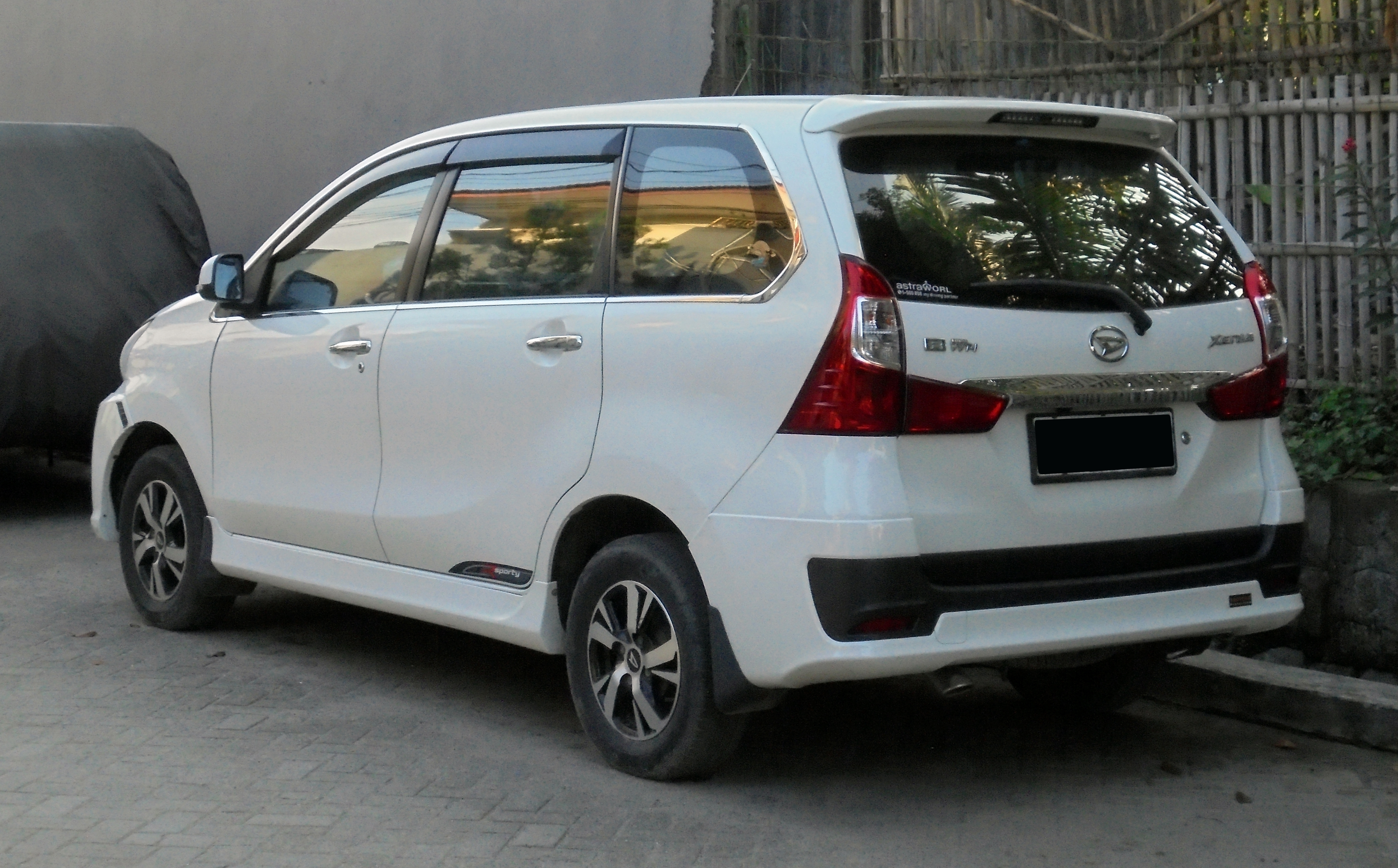
2016 Xenia 1.3 R Sporty (F653RV; Индонезия)
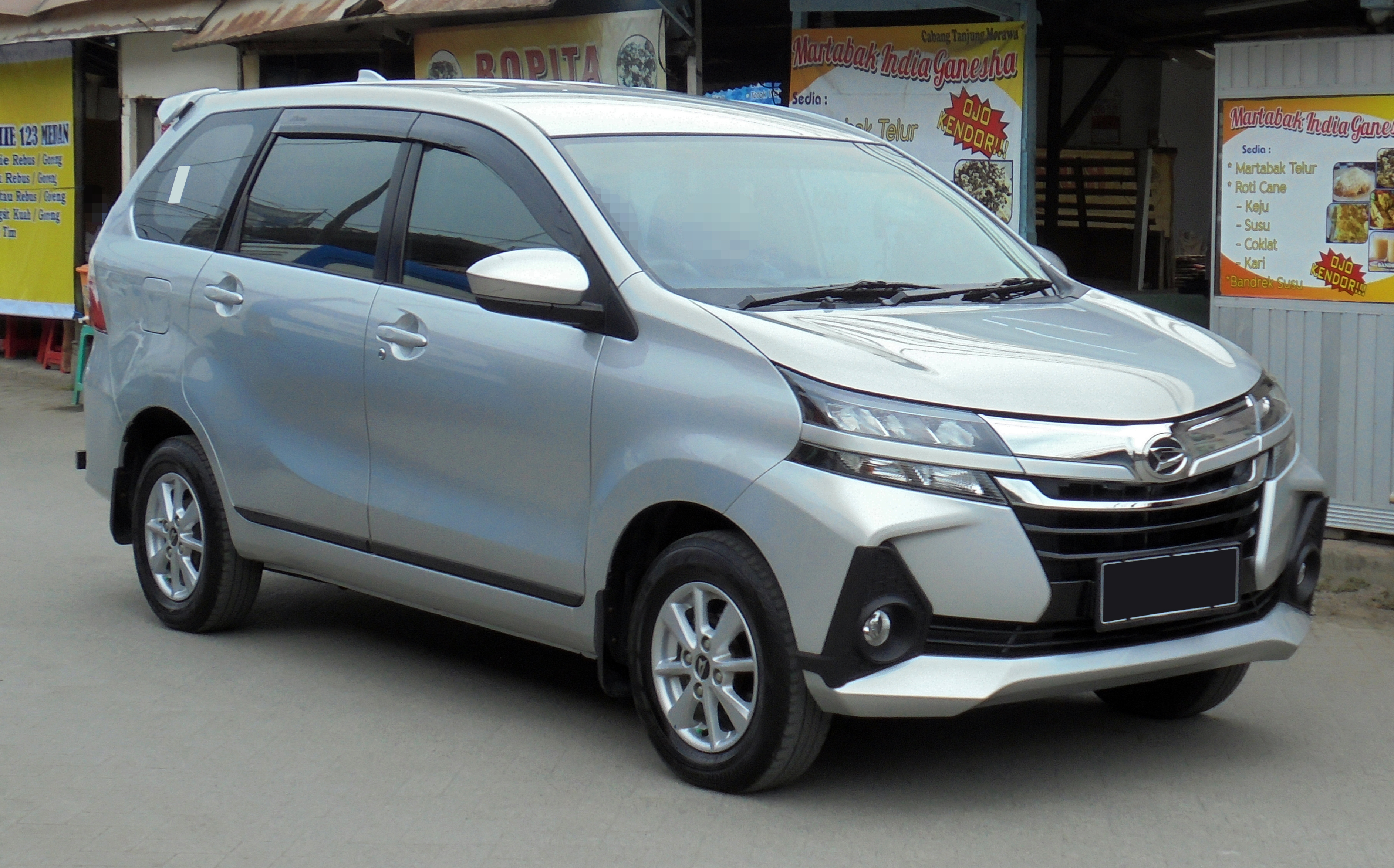
2019 Xenia 1.3 R (F653RV; Индонезия)
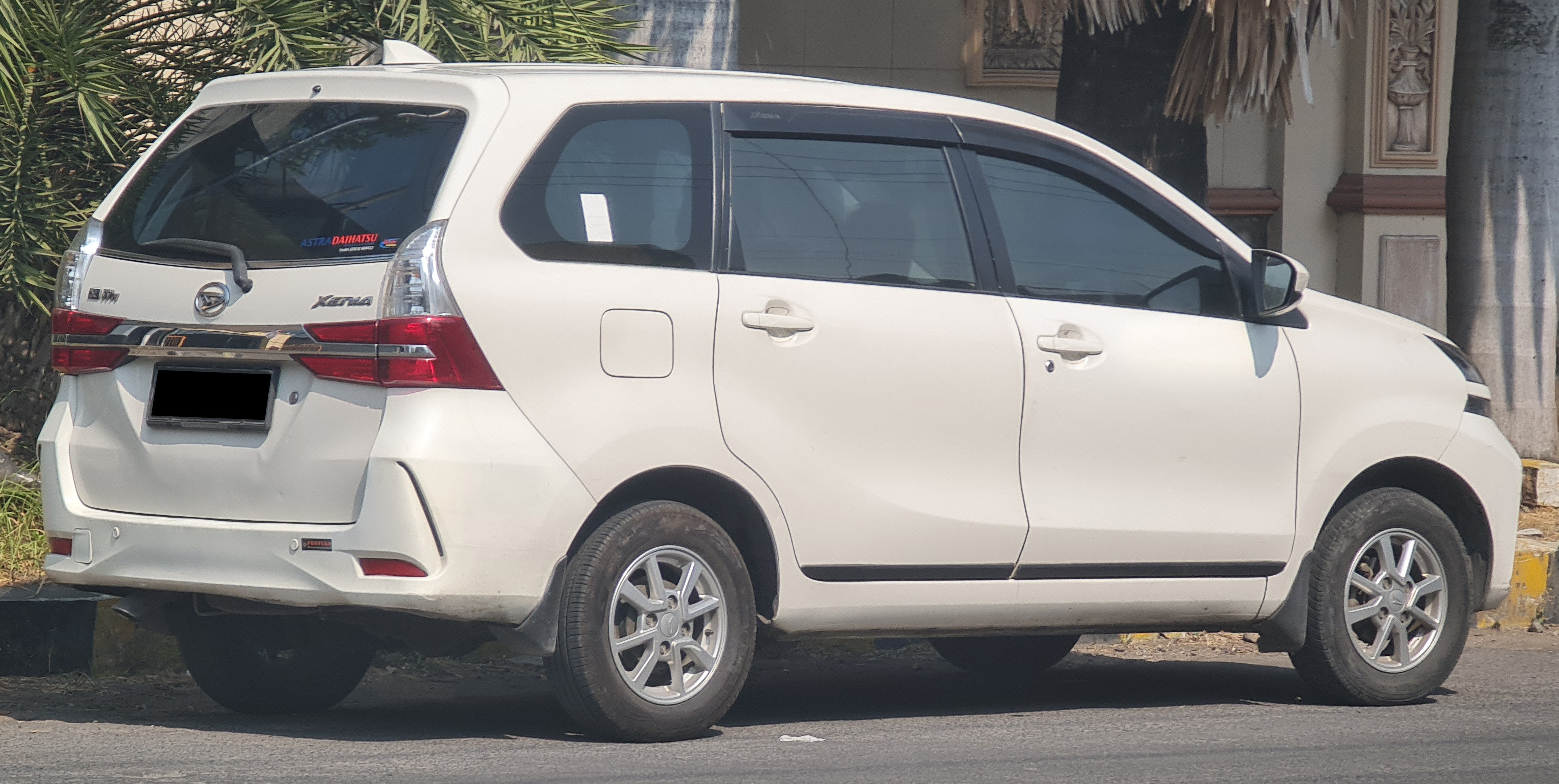
2019 Xenia 1.3 X (F653RV; Индонезия)

## Третье поколение
11 ноября 2021 года на 28-м Международном автосалоне Gaikindo в Индонезии было представлено третье поколение Xenia. В отличие от предыдущих поколений, автомобили имеют обновлённый дизайн передней части. Комплектации: 1.3 M, 1.3 X, 1.3 R и 1.5 R.

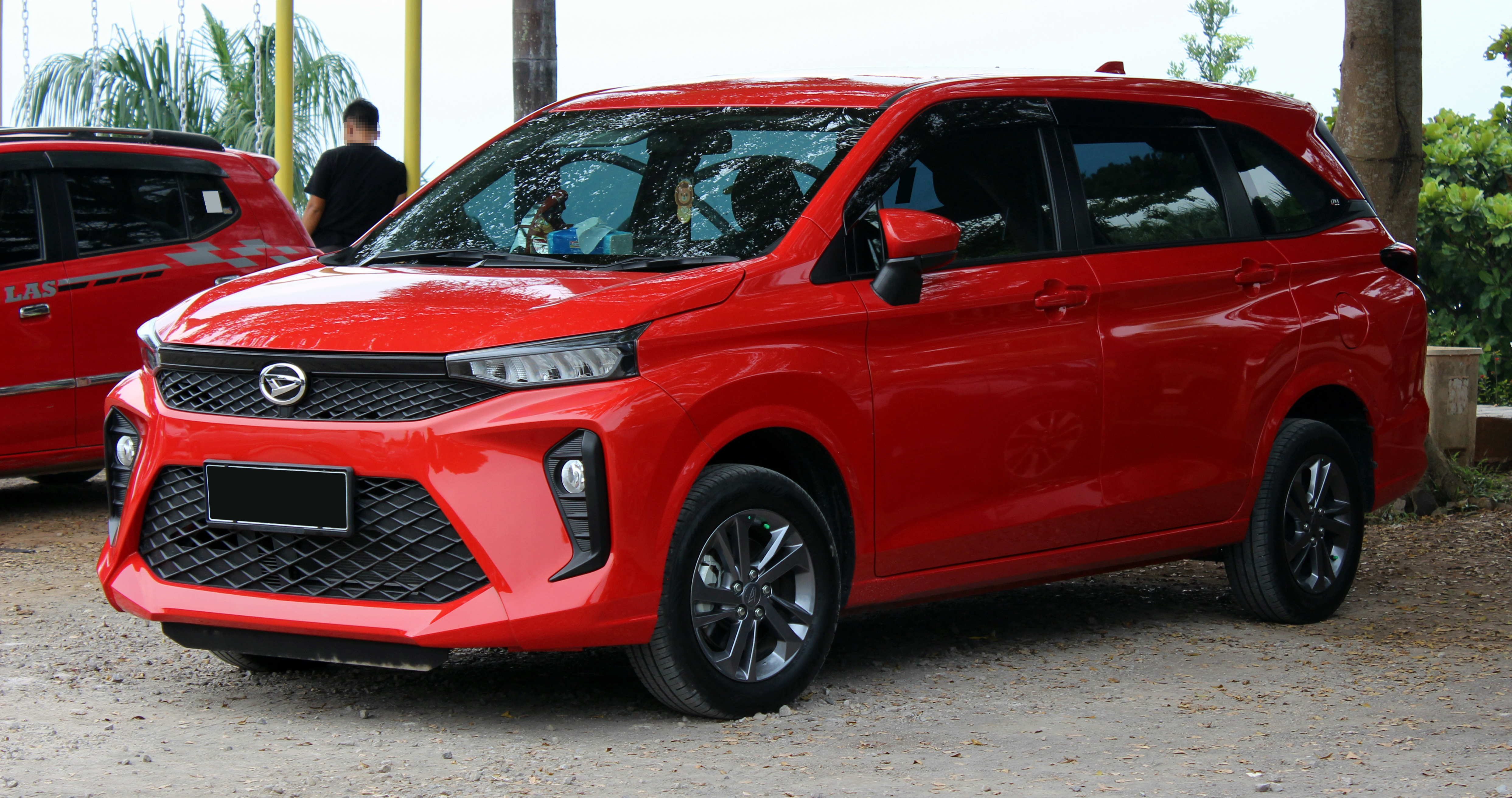
2022 Xenia 1.3 R (W100RG; Индонезия)
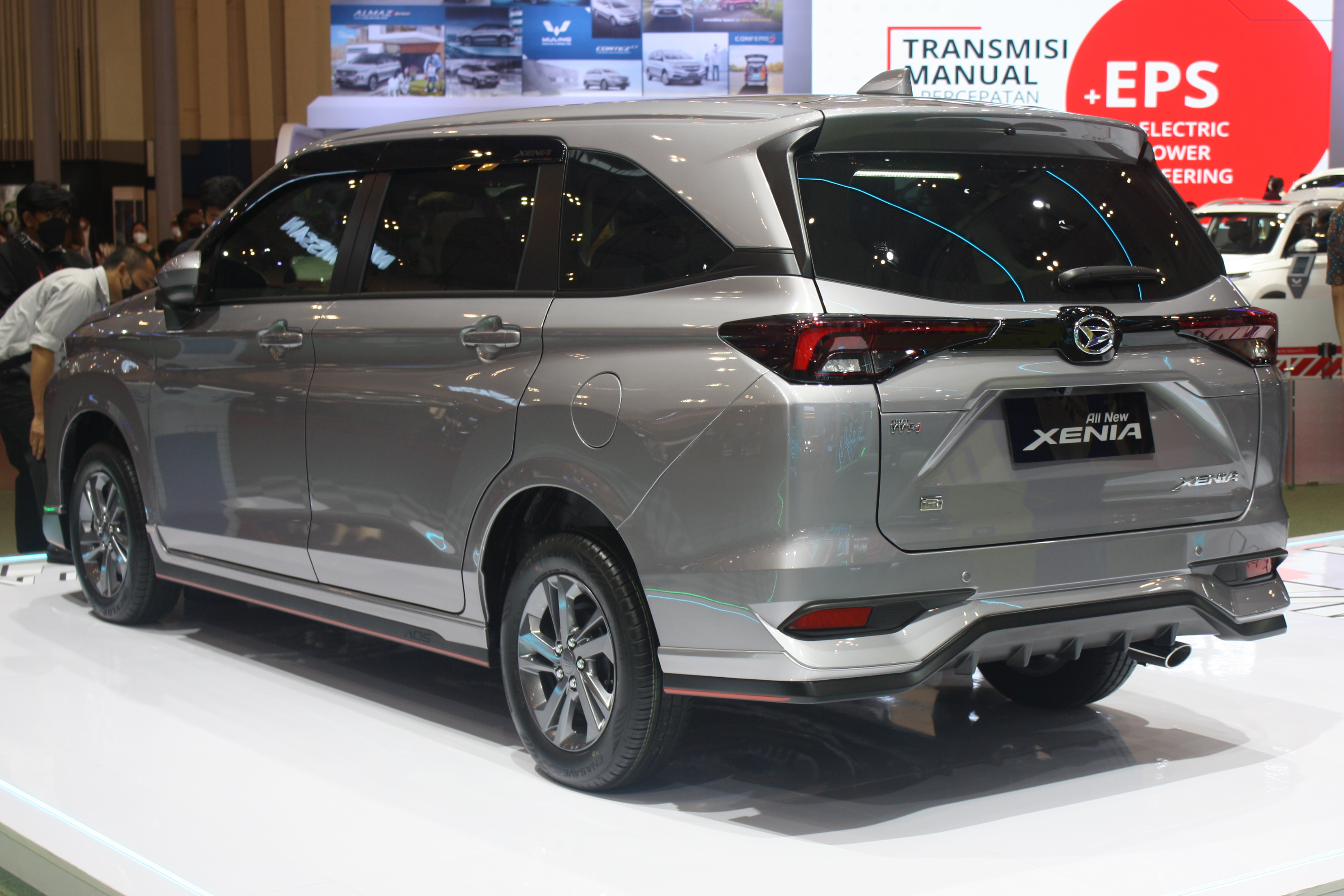
2021 Xenia 1.3 R ADS Package (W100RG; Индонезия)
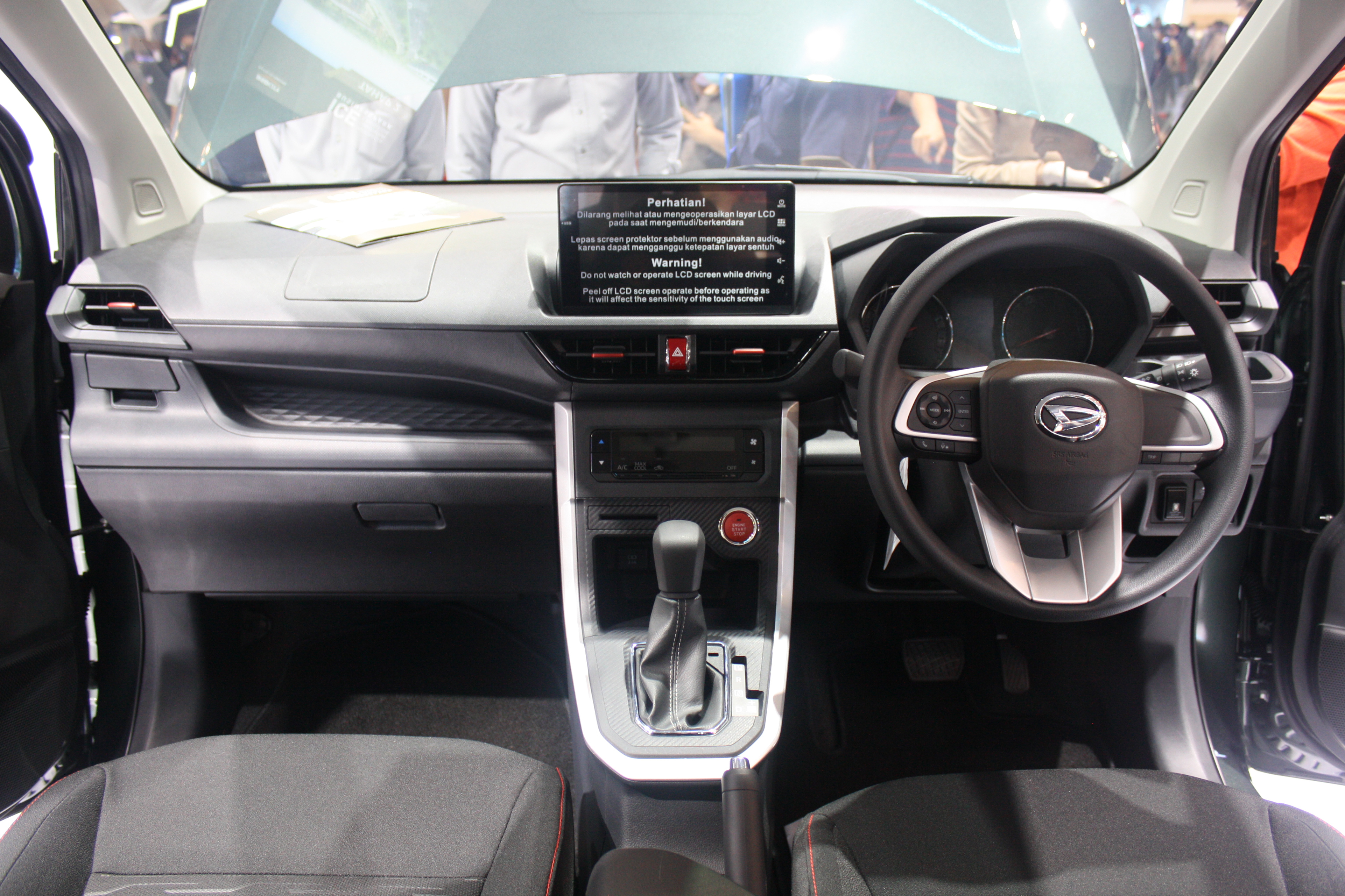
Интерьер

## Продажи
| Год  | Daihatsu Xenia | Daihatsu Xenia |
| Год  | Продажи        | Ранг           |
| ---- | -------------- | -------------- |
| 2004 | 22,006         | 5              |
| 2005 | 27,505         | 6              |
| 2006 | 23,555         | 4              |
| 2007 | 28,914         | 3              |
| 2008 | 34,065         | 3              |
| 2009 | 43,409         | 2              |
| 2010 | 65,901         | 2              |
| 2011 | 66,835         | 2              |
| 2012 | 73,418         | 2              |
| 2013 | 64,611         | 2              |
| 2014 | 46,710         | 8              |
| 2015 | 36,262         | 8              |
| 2016 | 44,720         | 7              |
| 2017 | 38,535         | 8              |
| 2018 | 29,521         | 13             |
| 2019 | 21,674         | 16             |
| 2020 | 7,637          | 19             |
| 2021 | 15,555         | 16             |
| 2022 | 26,141         | 12             |
| 2023 | 14,344         | 21             |
| 2024 | 9,952          | 21             |